# Полотнов, Валерий Павлович
Валерий Павлович Полотнов (род. 1949 год, с. Стрелка, Вадский район, Горьковская область, РСФСР, СССР) — советский и российский художник, народный художник Российской Федерации (2011).
Способности к рисованию проявил достаточно рано, но стал художником не сразу: сначала учился в сельскохозяйственном техникуме в Арзамасе, потом в педагогическом институте в Чебоксарах.
В 1980 году — окончил Московский художественный институт имени В. И. Сурикова по мастерской профессора Д. К. Мочальского.
Секретарь Союза художников России, заместитель председателя живописной комиссии Союза художников России.

## Награды
- Орден Дружбы (2022)[1]
- Народный художник Российской Федерации (2011)[2]
- Заслуженный художник Российской Федерации (2000)[3]
- Диплом Российской академии художеств (1996) — за картины «Тишина» и «Весна»
- Премия имени А. К. Саврасова Союза художников России (1998)
- Золотая медаль Российской академии художеств (2008)
- Золотая медаль имени В. И. Сурикова Союза художников России (2009)
- медаль Московского союза художников, медаль «Шувалов» Российской академии художеств (2010)
- Международная премия имени А. Пластова (2017)
- Золотая медаль имени А. Иванова Союза художников России (2019)